# Coupe de futsal de l'UEFA 2007-2008
Navigation
2006-2007 2008-2009
La Coupe de futsal de l'UEFA 2007-2008 est la septième édition de la compétition.
Qualifié en tant que vice-champion du pays tenant du titre et n'ayant remporté son championnat, le MFK Viz-Sinara Iekaterinbourg remporte la compétition. Il bat les Espagnols d'ElPozo Murcie FS en finale. Le tenant du titre, le MFK Dinamo Moscou, qui accueille le Final four, est éliminé en demi-finale et obtient la troisième place.
Pour la deuxième année consécutive et troisième fois en quatre ans, un club espagnol ne remporte pas la compétition, témoin du développement du futsal en Europe.

## Format de la compétition
Après un tour préliminaire, le tour principal se constitue de six groupes de quatre équipe (24 au total) dont les deux premiers se qualifient (douze au total).
Seize clubs (les douze qualifiés + quatre têtes de série[pourquoi ?]) disputent le Tour élite. Ils sont répartis en quatre groupes joués en tournoi toutes rondes.
Les quatre premiers de groupe jouent la finale à quatre aux, disputée en un seul lieu sur trois jours pour le deuxième année. Le Final four se joue à Moscou en tournoi à élimination directe.
| Tour              | Dates                  | Nouveaux entrants | Participants total | Format                          | Qualifiés |
| ----------------- | ---------------------- | ----------------- | ------------------ | ------------------------------- | --------- |
| Tour préliminaire | 11 au 19 août 2007     | 22                | 22                 | 4 groupes de 4 + 2 groupes de 3 | 6         |
| Tour principal    | 8 au 16 septembre 2007 | 18                | 24 (18+6)          | 6 groupes de 4                  | 12        |
| Tour élite        | 14 au 21 octobre 2007  | 4                 | 16 (12+4)          | 4 groupes de 4                  | 4         |
| Finale à 4        | 25 au 27 avril 2008    | -                 | 4                  | élimination directe             | -         |

## Clubs participants
Pour la première fois, la compétition voit 44 clubs engagés. 22 entrent en lice au Tour préliminaire, 18 au Tour principal et quatre têtes de série[pourquoi ?] les rejoignent pour le Tour élite.
Avec la victoire du MFK Dinamo Moscou lors de l'édition précédente, la Russie compte deux représentants. Le MFK Viz-Sinara Iekaterinbourg, vice-champion russe en 2007 mais sans titre national à son palmarès, participe à la compétition.

## Tour élite

### Groupe D
Le MFK Viz-Sinara Iekaterinbourg s'impose lors de ses trois matches du tour élite et se qualifie pour les demi-finales.

## Finale à 4

### Tableau
|  | Demi-finales   | Demi-finales   |                        |       | Finale | Finale |
|  | Demi-finales   | Demi-finales   |                        |       | Finale | Finale |
|  |                |                |                        |       |        |        |
|  |                |                |                        |       |        |        |
|  |                |                |                        |       |        |        |
|  | Dinamo Moscou  | 1tab2          |                        |       |        |        |
|  | Dinamo Moscou  | 1tab2          |                        |       |        |        |
|  | ElPozo Murcia  | 1tab4          |                        |       |        |        |
|  | ElPozo Murcia  | 1tab4          | ElPozo Murcia          | 4tab2 |        |        |
|  |                |                | ElPozo Murcia          | 4tab2 |        |        |
|  |                | MFK Viz-Sinara | 4tab3                  |       |        |        |
|  | MFK Viz-Sinara | MFK Viz-Sinara | 4tab3                  | 4     |        |        |
|  | MFK Viz-Sinara |                |                        | 4     |        |        |
|  | Kairat Almaty  | 1              |                        |       |        |        |
|  | Kairat Almaty  | 1              | Match pour la 3e place |       |        |        |
|  |                |                |                        |       |        |        |
|  |                |                |                        |       |        |        |
|  |                |                |                        |       |        |        |
|  | Dinamo Moscou  | 5              |                        |       |        |        |
|  | Dinamo Moscou  | 5              |                        |       |        |        |
|  | Kairat Almaty  | 0              |                        |       |        |        |
|  | Kairat Almaty  | 0              |                        |       |        |        |

### Demi-finales
Troisièmes la saison précédente, les Espagnols d'ElPozo met fin à la série de trois finales consécutives du club local, le Dinamo Moscou et ses joueurs brésiliens. Murcie se qualifie ainsi pour sa première finale, après deux tentatives manquées.
| 25 avril 2008 | Dinamo Moscou                | 1 – 1 2 - 4 t. a. b. | ElPozo Murcia                        |                                          |                                          |
| 20:30         | Pula 17e                     | (1–1, 1–1, 1–1)      | 5e Ciço                              | Palais des sports de Krylatskoïe, Moscou | Palais des sports de Krylatskoïe, Moscou |
| 20:30         | rapport                      |                      |                                      | Palais des sports de Krylatskoïe, Moscou | Palais des sports de Krylatskoïe, Moscou |
| 20:30         | Edu · Tatú · Kélson · Cirilo | Tirs au but 2 - 4    | Vinicius · Mauricio · Álvaro · Wilde | Palais des sports de Krylatskoïe, Moscou | Palais des sports de Krylatskoïe, Moscou |

À Moscou, le MFK Viz-Sinara Iekaterinbourg bat le Kairat Almaty 4-1 grâce à ses contre-attaques.
| 25 avril 2008 | Kairat Almaty   | 1 – 4   | Sinara                                                     |                                          |                                          |
| 18:30         | Mokhov 9e (aut) | (1 – 0) | 25e Prudnikov · 36e Šajachmetov · 38e Makayev · 38e Agapov | Palais des sports de Krylatskoïe, Moscou | Palais des sports de Krylatskoïe, Moscou |
| 18:30         | rapport         |         |                                                            | Palais des sports de Krylatskoïe, Moscou | Palais des sports de Krylatskoïe, Moscou |

### Match pour la troisième place
Le club organisateur bat le Kairat Almaty 5-0 pour la troisième place.
| 27 avril 2008 | Dinamo Moscou                                               | 5 – 0   | Kairat Almaty |                                          |                                          |
| 17:00         | 6e Ivanov · 17e Tatú · 36e Rakhimov · 39e Joan · 39e Cirilo | (2 – 0) |               | Palais des sports de Krylatskoïe, Moscou | Palais des sports de Krylatskoïe, Moscou |
| 17:00         | rapport                                                     |         |               | Palais des sports de Krylatskoïe, Moscou | Palais des sports de Krylatskoïe, Moscou |

### Finale
Contre Murcie, Iekaterinbourg est mené trois fois au score en deuxième période mais résiste en imposant le nul 4-4, puis s'impose 3-2 aux tirs au but,.
| Titulaires :  |                    |
|               |                    |
|               | Juanjo             |
|               | Ciço               |
|               | Kike Boned         |
|               | Mauricio           |
|               | Álvaro Aparicio    |
|               |                    |
| Remplaçants : |                    |
|               | Francisco Serrejón |
|               | Vinicius           |
|               | Saúl Olmo          |
|               | Vinícius Bacaro    |
|               | Raúl Manjón        |
|               | Wilde              |
|               |                    |
| Entraîneur :  |                    |
| Duda          |                    |

| Titulaires :    |                          |
|                 |                          |
|                 | Sergey Zuev              |
|                 | Vladislav Šajachmetov    |
|                 | Dmitrij Prudnikov        |
|                 | Alexey Mokhov            |
|                 | Konstantin Agapov        |
|                 |                          |
| Remplaçants :   |                          |
|                 | Konstantin Timoshchenkov |
|                 | Pavel Christopolov       |
|                 | Andrey Shabanov          |
|                 | Ildar Makayev            |
|                 |                          |
| Entraîneur :    |                          |
| Sergej Skorovič |                          |

| Titulaires :  |                    |
|               |                    |
|               | Juanjo             |
|               | Ciço               |
|               | Kike Boned         |
|               | Mauricio           |
|               | Álvaro Aparicio    |
|               |                    |
| Remplaçants : |                    |
|               | Francisco Serrejón |
|               | Vinicius           |
|               | Saúl Olmo          |
|               | Vinícius Bacaro    |
|               | Raúl Manjón        |
|               | Wilde              |
|               |                    |
| Entraîneur :  |                    |
| Duda          |                    |

| Titulaires :    |                          |
|                 |                          |
|                 | Sergey Zuev              |
|                 | Vladislav Šajachmetov    |
|                 | Dmitrij Prudnikov        |
|                 | Alexey Mokhov            |
|                 | Konstantin Agapov        |
|                 |                          |
| Remplaçants :   |                          |
|                 | Konstantin Timoshchenkov |
|                 | Pavel Christopolov       |
|                 | Andrey Shabanov          |
|                 | Ildar Makayev            |
|                 |                          |
| Entraîneur :    |                          |
| Sergej Skorovič |                          |